# Eurycotis blattoides
Eurycotis blattoides är en kackerlacksart som beskrevs av Morgan Hebard 1926. Eurycotis blattoides ingår i släktet Eurycotis och familjen storkackerlackor. Inga underarter finns listade i Catalogue of Life.